# Світанок (сингл)
«Світанок» — сингл українського рок-гурту Обійми Дощу. Випущено 23 листопада 2010 року в мережі Інтернет.

## Список композицій
| #     | Назва      | Тривалість |
| ----- | ---------- | ---------- |
| 1.    | «Я і Ти»   | 5:33       |
| 2.    | «Світанок» | 7:49       |
| 13:23 |            |            |

## Альбом створювали
- Володимир Агафонкін — вокал, акустична гітара
- Микола Кривонос — бас-гітара, акустична гітара, автор музики, автор текстів[2].
- Олексій Катрук — електрогітара
- Сергій Думлер — ударні, перкусія
- Марія Курбатова — клавішні
- Олена Нестеровська — альт
- Ганна Кривонос — вокал
- Яна Шакіржанова — скрипка
- Олександр Сенькович — віолончель

- Володимир Агафонкін —  оформлення релізу та фото.

Записано на студії bp records, зведено Олексієм «Shaddar» Романченко на студії Blacklight Studio у Києві восени 2010 року.

## Відкритість альбому
Альбом був записаний гуртом на власний кошт, і доступний для вільного завантаження в інтернеті.

## Відеокліп
Як частина синглу також був випущений відекліп на пісню «Світанок».